# Meganephria funesta
Meganephria funesta là một loài bướm đêm trong họ Noctuidae.